# كيرت هارنيت
كيرت هارنيت مواليد 14 مايو 1965 في تورونتو، هو دراج كندي. شارك في دورة الألعاب الأولمبية الصيفية وفاز بميدالية أولمبية.

## الميداليات
| الميدالية | المسابقة                       |
| --------- | ------------------------------ |
| فضية      | الألعاب الأولمبية الصيفية 1984 |
| برونزية   | الألعاب الأولمبية الصيفية 1992 |
| برونزية   | الألعاب الأولمبية الصيفية 1996 |
| فضية      | دورة ألعاب الكومنولث 1990      |
| فضية      | دورة ألعاب الكومنولث 1994      |

## روابط خارجية
- كيرت هارنيت على موقع أرشيف الدراجات (الإنجليزية)
- كيرت هارنيت على موقع CycleBase (الإنجليزية)
- كيرت هارنيت على موقع أوليمبيديا (الإنجليزية)
- كيرت هارنيت على موقع اتحاد ألعاب الكومنولث (مؤرشف) (الإنجليزية)
- كيرت هارنيت على موقع دورة ألعاب الكومنولث 2006 (مؤرشف) (الإنجليزية)
- كيرت هارنيت على موقع قاعة كندا للمشاهير الرياضية (الإنجليزية)